# Kortetermijngeheugen
Het kortetermijngeheugen is het geheugen dat informatie voor een korte termijn vasthoudt. Dit kan variëren tussen enkele seconden tot enkele minuten. Het kan bovendien een beperkte hoeveelheid informatie bevatten. Iemand die bijvoorbeeld probeert een nieuw telefoonnummer te onthouden, zal dit waarschijnlijk weer zijn vergeten als hij even door iets of iemand anders is afgeleid.

## Omvang en duur van het kortetermijngeheugen
Spanne van het directe geheugenIn een beroemd artikel van de psycholoog George Miller is gesteld dat het kortetermijngeheugen maximaal ongeveer zeven elementen kon omvatten. Dit principe gold voor elk soort materiaal dat moest worden onthouden: letters, cijfers of woorden. Miller noemde dit principe: de spanne van het directe geheugen (span of immediate memory). Bijvoorbeeld van de reeks RSKHWXLPP worden alleen RSKHWXL onthouden.
RecentheidEen ander bekend verschijnsel uit de geheugenpsychologie is het recentheidseffect. Als mensen een lijst van nieuwe lettercombinaties moeten onthouden, en ze krijgen geen gelegenheid de informatie te herhalen, worden de meest recente items uit de lijst het best onthouden. Petersen en Petersen ontdekten in een andere studie dat proefpersonen na 30 seconden slechts 10% hadden onthouden van betekenisloze medeklinkers (bijvoorbeeld XCJ) als zij in het interval tussen aanbieding van dit materiaal en het moment van reproductie een rekentaak moesten uitvoeren, die verhinderde dat zij het materiaal herhaalden. Na 3 seconden wisten zij echter nog 70% te reproduceren. Deze studies pleitten voor het idee dat informatie in het kortetermijngeheugen na een tijdje automatisch 'vervaagt' of 'wegzakt'.

## Theorieën
Er bestaan verschillende opvattingen over de aard of werking van het kortetermijngeheugen.

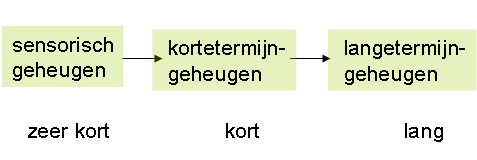
Het seriële geheugenmodel van Atkinson en Shiffrin. Het kortetermijngeheugen heeft een korte duur en beperkte capaciteit. Het krijgt informatie uit het sensorisch geheugen (zeer korte duur maar grote capaciteit) en fungeert als voorportaal naar het langetermijngeheugen (zeer lange duur en grote capaciteit)

StadiummodelEen bekende theorie is die van Atkinson en Shiffrin die het kortetermijngeheugen beschouwden als een stadium, of tijdelijke opslagplaats van nieuwe informatie waarop de aandacht is gericht. Als informatie afkomstig van zintuigen maar lang genoeg wordt vastgehouden (bijvoorbeeld door herhaling), vindt automatisch transport plaats naar het langetermijngeheugen. Als dit niet gebeurt vindt er een verval (decay) plaats van de tijdelijk opgeslagen informatie. Er is echter ook bewijs gevonden dat neurologische patiënten met een defect kortetermijngeheugen soms nog wel informatie in het langetermijngeheugen kunnen opslaan (ook het omgekeerde beeld komt voor, zoals bij patiënt HM). Kennelijk is opslag in het voorportaal van het kortetermijngeheugen, zoals omschreven door Atkinson en Shiffrin, niet altijd vereist om informatie in het langetermijngeheugen op te slaan. De neuropsychologie heeft echter wél aannemelijk gemaakt dat aan de processen van het kortetermijn- en langetermijngeheugen verschillende mechanismen in de hersenen ten grondslag liggen.
VerwerkingniveausCraik en Lockhart toonden aan dat oppervlakkige verwerking van woorden (letten op puur uiterlijke kenmerken) leidde tot slechter onthouden, dan diepe verwerking (letten op betekenis) van woorden. Hun theorie van verwerkingsniveaus stelt dat onthouden niet alleen een kwestie van lang genoeg vasthouden in het kortetermijngeheugen is. Onthouden is ook het creëren van codes waardoor er makkelijker een brug wordt geslagen naar reeds verworven kennis.
WerkgeheugenHet kortetermijngeheugen kan ook worden opgevat als werkgeheugen. Het begrip werkgeheugen heeft echter ruimere implicaties. Het kan allereerst nieuwe informatie die afkomstig is van de zintuigen een tijdje vasthouden (zoals in het stadiummodel van Atkinson en Shiffrin). Daarnaast kan het ook oude informatie bevatten die in het langetermijngeheugen is opgeslagen, maar die tijdelijk 'van binnen uit' wordt geactiveerd, zoals een beeld van een vroegere vakantie dat wij ons even 'voor de geest' halen. Ook kunnen we in het werkgeheugen tijdelijk getallen opslaan om daar iets 'mee te doen' zoals een telefoonnummer draaien of een berekening uitvoeren. Processen in het werkgeheugen zijn dus niet passief, maar worden gecontroleerd door actieve bewuste controlemechanismen in de hersenen. Er zijn aanwijzingen dat er twee vormen van kortetermijngeheugen (of werkgeheugen) bestaan, namelijke een verbaal werkgeheugen (bijvoorbeeld, het onthouden van gesproken cijfers, letters of woorden) en een visueel-spatieel werkgeheugen (bijvoorbeeld, het onthouden of zich voorstellen van figuren).
Kortetermijngeheugen als activatie van neurale representatiesHet kortetermijngeheugen kan gezien worden als een tijdelijke activatie van dezelfde netwerken in de hersenen die betrokken zijn bij het langetermijngeheugen. In het langetermijngeheugen verkeren de hier opgeslagen representaties (bijvoorbeeld voorstellingen, beelden, begrippen) echter in passieve staat. Volgens deze theorie, die o.a. verdedigd is door Joachim Fuster is het onderscheid tussen korte- en langetermijngeheugen vooral functioneel van aard, dat wil zeggen bepaald door de toestand waarin onze hersenen verkeren. Deze theorie lijkt ook goed aan te sluiten bij de theorie van het werkgeheugen.
Stoornissen van het kortetermijngeheugenStoornissen van het kortetermijngeheugen blijken soms kenmerkend te zijn voor het soort materiaal dat moet worden onthouden. De een heeft moeite met het voor korte tijd onthouden van visueel-ruimtelijke voorstellingen (zoal figuren of gezichten), de ander heeft moeite met het onthouden of nazeggen van een lijstje met gesproken woorden of namen.

## Algemeen
In genoemde voorbeelden is het kortetermijngeheugen maximaal werkzaam binnen de periode waarin onze aandacht bewust op iets is gericht. Het stopt als men gaat slapen en begint te werken wanneer men wakker wordt. Nieuwe bewust waargenomen waarnemingen worden verwerkt en vanuit het langetermijngeheugen mengt zich tevens informatie, waaruit zich weer nieuwe denkprocessen ontwikkelen. Bij de ene persoon zal het kortetermijngeheugen minder tijd omvatten dan bij de andere persoon. Als men bijvoorbeeld een nieuw telefoonnummer wordt gedicteerd kan men dit een tiental seconden tot enkele minuten onthouden. Enkele uren of dagen later zal men dit vergeten hebben. Enkel door concentratie, herhaling, associaties, kattebelletjes e.d. kan iets het langetermijngeheugen bereiken.
Invloeden als stress, drugs, medicijnen, alcohol en voeding kunnen een invloed hebben op het kortetermijngeheugen.